# فولتا مايوركا 2020
فولتا مايوركا 2020 (بالإسبانية: Challenge Ciclista a Mallorca 2020)‏ هو سباق دراجات هوائية، وهو الموسم رقم 29 من فولتا مايوركا ‏، وأقيم خلال الفترة من 30 يناير 2020، وحتى 2 فبراير 2020، وامتدّ لمسافة 639.3 كيلومتر ضمن سباقات طواف أوروبا للدراجات 2020.
.

## الفرق
| فرق عالمية (5)- Bora-Hansgrohe - Lotto Soudal - Movistar Team - Israel Start-Up Nation - Trek-Segafredo فرق برو (9)- Bardiani CSF Faizanè - برجس بي إتش 2020 ‏ - كاجا رورال-سيغوروس 2020 ‏ - أوسكالتيل أوسكادي ‏ - Arkéa-Samsic - غازبروم روسفيلو ‏ - سبورت فلاندرين بالويس 2020 ‏ - Circus-Wanty Gobert - ويلير تريستينا-سيل إيطاليا 2020 ‏ فرق قارية (8)- إيولو كوميت ‏ - كانيون ايسبرج ‏ - Sauerland NRW-SKS Germany ‏ - جيوس كيوي أتلانتيكو 2020 ‏ - كيرن فارما 2020 ‏ - Team Work Service Romagnano‏ - سويس ريسينغ أكادمي 2020 ‏ - مايو سي سي إن برو سايكلنج ‏ فريق وطني- فريق سويسرا لركوب الدراجات 2020 ‏ |  |
| |  |

## النتيجة
| 30 يناير | تروفيو سيس سالينس         | 1.1 ‏ | ماتيو موشيتي    | باسكال أكرمان      | جون ابرستوري    |
| 31 يناير | تروفيو سيرا دي ترامونتانا | 1.1 ‏ | إيمانويل بوخمان | أليخاندرو بالبيردي | غريغور مولبرغر  |
| 1 فبراير | تروفيو بولينسا-أندراتكس   | 1.1 ‏ | مارك سولير      | غريغور مولبرغر     | دافيد فييلا     |
| 2 فبراير | تروفيو بالما              | 1.1 ‏ | ماتيو موشيتي    | باسكال أكرمان      | أندريا باسكولون |

## وصلات خارجية
- الموقع الرسمي
- لمحة عن سباق فولتا مايوركا 2020 على موقع  ProCyclingStats   (برو  سايكلنج  ستاتس) - إحصاءات  محترفي  الدراجات.
- فولتا مايوركا 2020 على موقع إحصائيات الدراجات الإحترافية (الإنجليزية)